# Josep Trueta i Raspall
Josep Trueta i Raspall   (Barcelona, 27 d'octubre de 1897 - Barcelona, 19 de gener de 1977) fou un metge i cirurgià català, catedràtic d'Ortopèdia a la Universitat d'Oxford i membre del Consell Nacional Català.

## Biografia

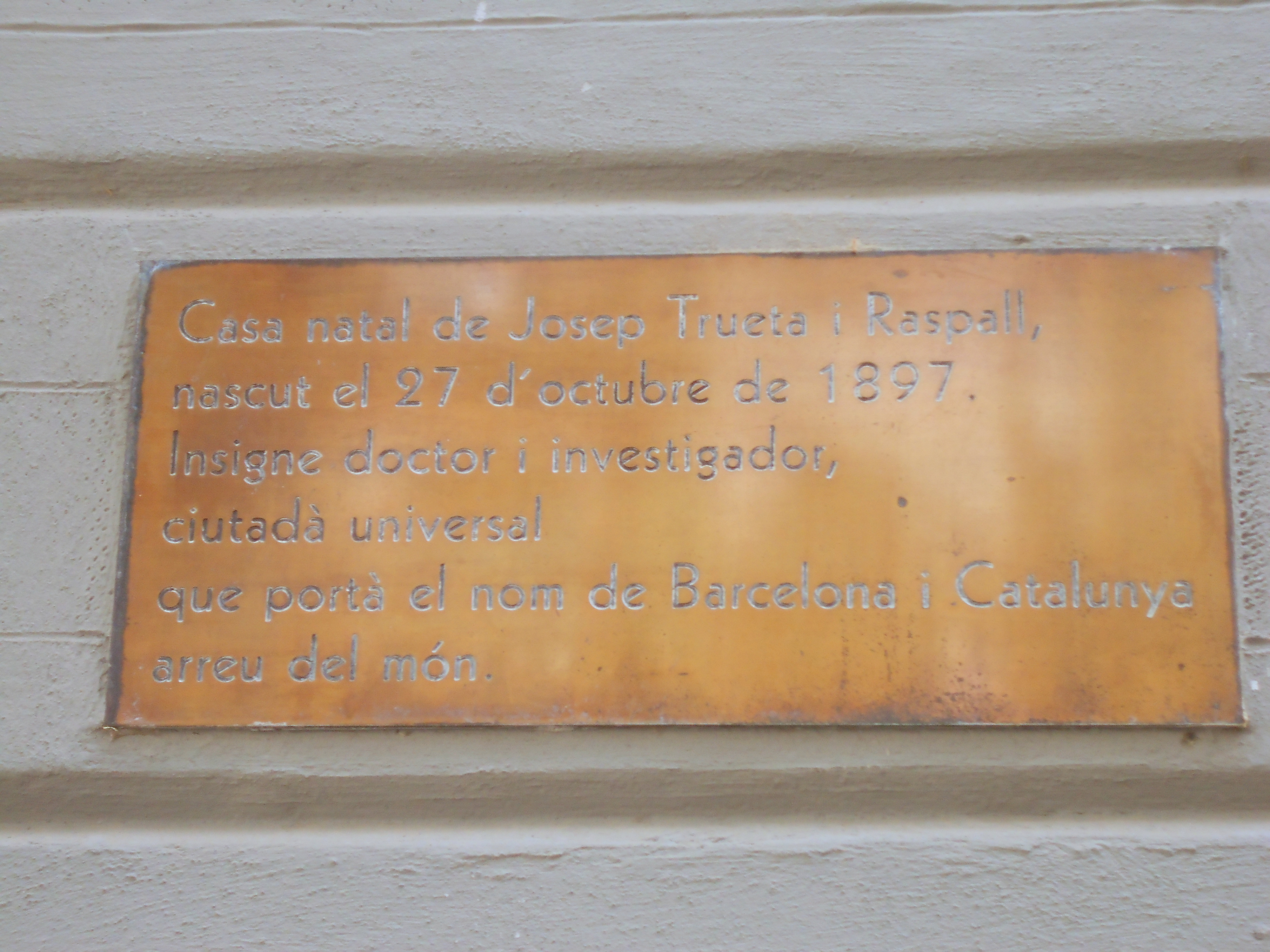
Placa a la casa natal de Josep Trueta al núm. 236 del Carrer Josep Trueta (antic Carrer Wad-Ras), al barri del Poblenou de Barcelona

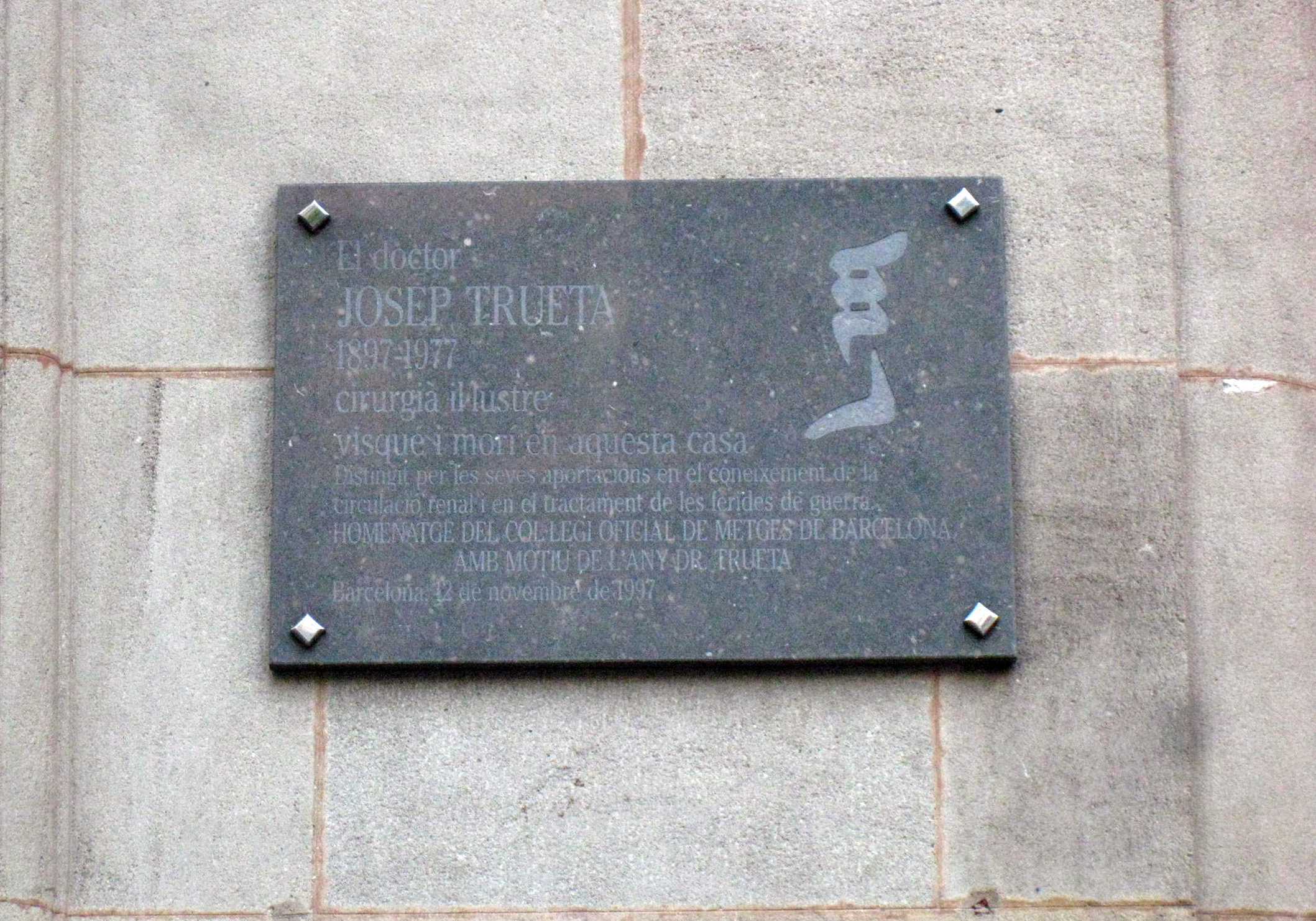
Placa a la casa on visqué i morí Josep Trueta, a la Rambla de Catalunya

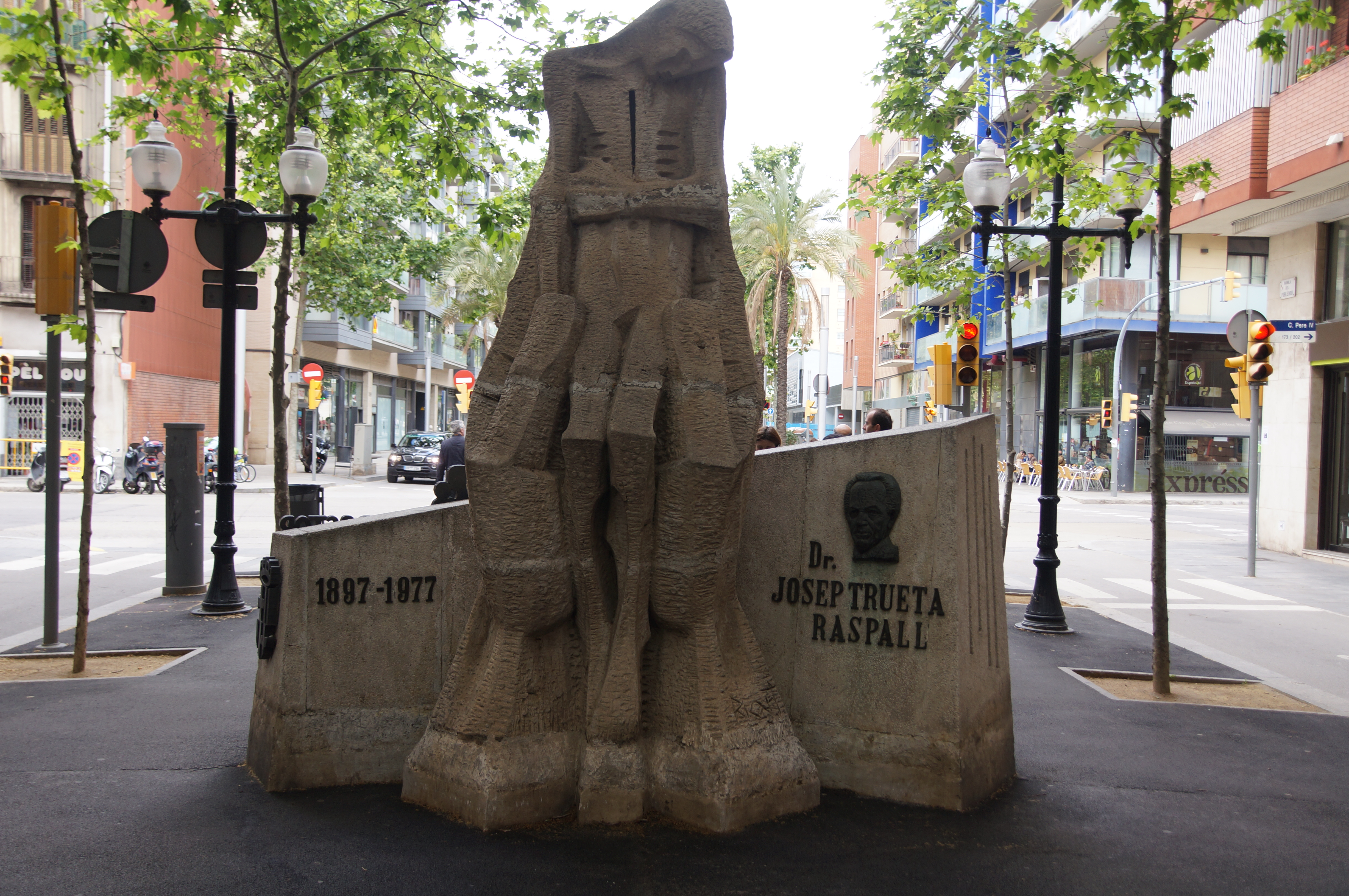
Monument al Doctor Trueta, a la Rambla del Poblenou

Nasqué el 27 d'octubre de 1897 en el número 236 del Carrer Wad-Ras (avui carrer del Doctor Trueta) al Poblenou de Barcelona. Segon fill de Rafael Trueta i Secchi, metge, i Mercè Raspall i Juanicó. El seu avi patern, universitari de grans inquietuds i destacat militar del moviment progressista de l'època, va esdevenir el personatge més important de la seva infantesa. Aquest li va fer saber que el progrés de la humanitat no podia dependre d'actes violents, sinó de la implantació universal de grans ideals que enaltissin el gènere humà. També li va transmetre el gust per les llargues caminades, la política i l'esport fet que el portà a practicar-ne diversos (natació, futbol, boxa, tennis i atletisme), però va ser l'art de l'esgrima el que el va obligar a utilitzar amb destresa les dues mans (ell era esquerrà), la qual cosa més endavant li permeté operar també amb les dues mans. El 1923 es casà amb Amèlia Llacuna, amb la qual tindria tres filles i un fill que morí de petit. Està enterrat, al costat de la seva dona, a Santa Cristina d'Aro.

## Estudis
De petit volia ser pintor i va començar a estudiar pintura, però el seu pare el va convèncer perquè continués la tradició familiar, i així va compaginar la carrera de Medicina a la Universitat de Barcelona amb els estudis de pintura, i va exposar en dues ocasions. El 1922 es llicencià i va anar a Madrid a fer el doctorat. Es matriculà en anàlisi química, història de la medicina, urologia i parasitologia. L'any següent entrà a l'equip del cirurgià doctor Manuel Corachan a l'Hospital General de Catalunya (ara Hospital de la Santa Creu i Sant Pau). Molt aviat es decantà cap a la traumatologia i inicià una intensa activitat investigadora i assistencial especialitzant-se en cirurgia de les extremitats. El 1933 fou ajudant de la Càtedra de Patologia Quirúrgica de la Universitat de Barcelona i el 1935 fou nomenat cap de cirurgia de l'Hospital General de Catalunya, i en morir el professor Ribas i Ribas, el succeí com a professor de patologia quirúrgica a la Universitat Autònoma.

## Les seves investigacions

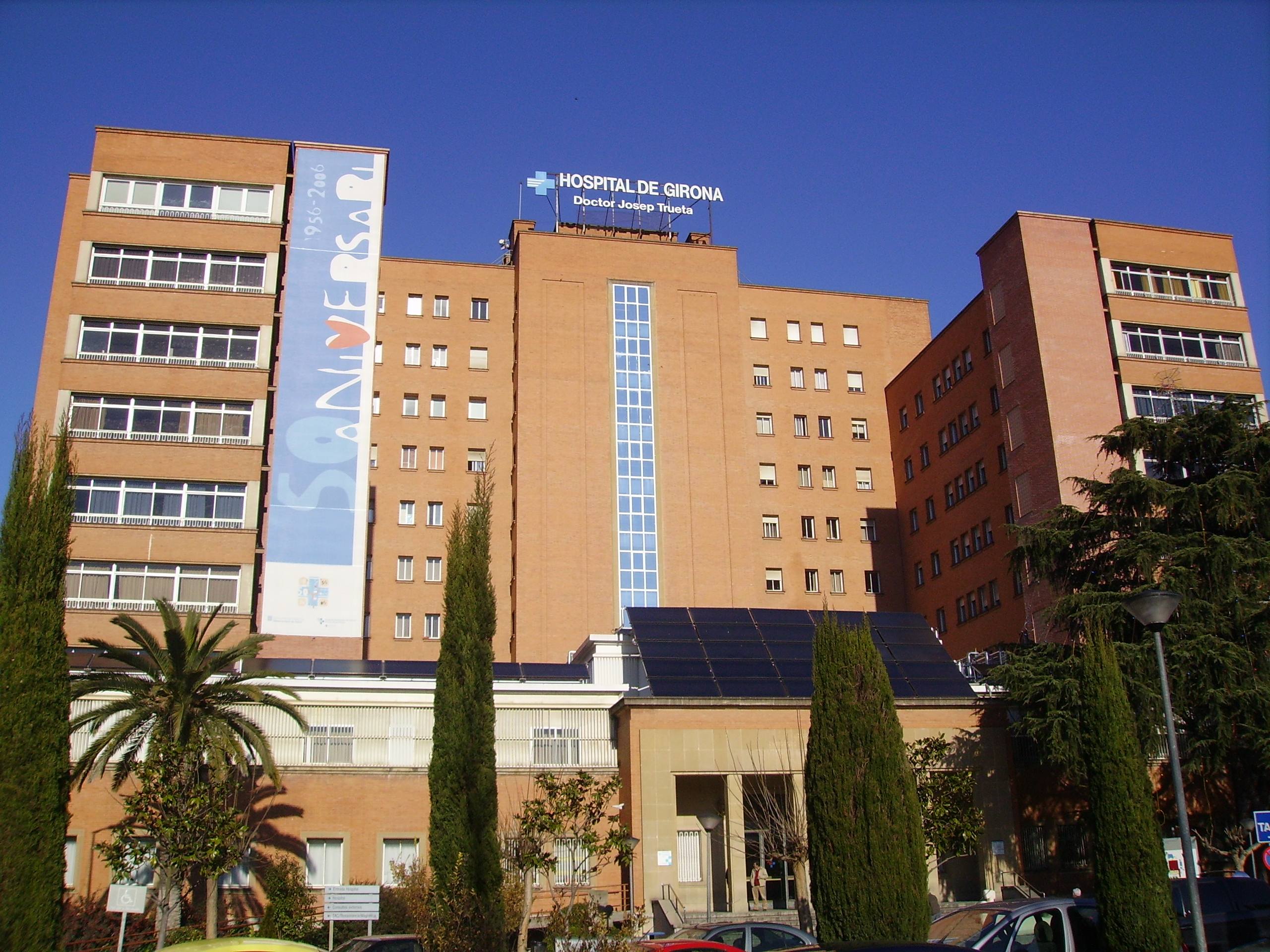
Imatge de l'Hospital Universitari de Girona Doctor Josep Trueta, anomenat en honor seu

### El Mètode Trueta
L'any 1924, el cirurgià nord-americà W. Orr donava a conèixer un mètode per al tractament de l'osteomielitis crònica i Trueta, per encàrrec del Dr. Corachan, va assajar aquest procediment amb malalts del seu servei i n'obtingué resultats sorprenents. De mica en mica va anar perfeccionant el mètode i el resultat de les seves investigacions es va concretar en els cinc punts del que es coneixeria arreu com el Mètode Trueta: "tractament quirúrgic immediat, neteja de la ferida, excisió (extirpar tallant), drenatge i immobilització amb l'embenat de guix".El 1934 presentà aquesta nova tècnica a la Societat Catalana de Cirurgia però, tot i que va ser rebuda amb un cert escepticisme i només alguns cirurgians, entre ells Gubern Salisachs, es decidiren a emprar-la, amb el temps i l'èxit dels resultats, el nou mètode es va anar estenent. Durant la Guerra Civil espanyola, Trueta fou testimoni dels estralls causats en la població civil pels bombardeigs i va començar a tractar els ferits amb el mètode que fins llavors havia emprat amb els seus pacients. L'arribada a Barcelona del coronel J. d'Harcourt, famós cirurgià de l'exèrcit, va donar una enorme embranzida al Mètode de Trueta, ja que d'Harcourt va decidir adoptar-lo a l'exèrcit i ell mateix el va aplicar amb molt d'èxit durant l'ofensiva republicana de Terol (desembre de 1937- gener de 1938). La situació bèl·lica que es vivia a Barcelona i la gran quantitat de ferits que en Trueta tractava, va fer que les meravelles d'aquell tractament “miraculós” s'anessin escampant per la ciutat i al front. Els resultats que havia anat obtenint el van portar a publicar el 1938 Tractament actual de les ferides de guerra, editat per la Generalitat de Catalunya, que es traduí al castellà, al francès i a l'anglès. L'aplicació del Mètode Trueta va permetre vèncer el que havia estat el gran enemic dels ferits de guerra: la gangrena.

### La doble circulació renal
Trueta durant la Guerra Civil espanyola va observar que després del traumatisme en els accidents o ferits de bombardejos es produïa en moltes ocasions una fallada renal, i al començament dels anys 40, ja a Oxford, va constatar que diversos pacients que ingressaven a l'hospital, de vegades amb lesions en aparença lleus, morien d'urèmia al cap de vuit dies. Va emprendre llavors, una sèrie de treballs experimentals i amb el seu grup va ser pioner en l'estudi de les causes de l'oligúria posttraumàtica dels ferits de guerra on demostra els canvis en la circulació renal consecutius a diferents lesions dels membres, com isquèmia, hemorràgia i infeccions. El 1947 va publicar Studies of the Renal Circulation Aquest treball pel qual Trueta va estar proposat per al Premi Nobel, és tan important que constitueix el punt de partida de moltes altres investigacions posteriors.

## Exili
A la darreria de 1939, Trueta catalanista convençut, surt de Catalunya i se'n va a Londres on, per encàrrec del Foreign Office, pronuncia unes conferències sobre el tractament aplicat als ferits de guerra i la seva experiència sobre l'evacuació de ferits de bombardeigs. El ministre de Sanitat anglès el va nomenar «conseller per a Ferides de Guerra» i la família Trueta s'establí a la Gran Bretanya. El 1940 fou contractat per la Universitat d'Oxford i el 1943 li encarreguen la direcció del servei d'accidents de la Radcliffe Infirmary. El 6 de maig de 1943 la Universitat d'Oxford li concedeix el grau de Doctor Honoris Causa. La bondat dels principis bàsics del seu mètode no s'extingí ni perdé validesa amb l'aparició dels antibiòtics. El Mètode Trueta s'aplicaria amb èxit durant la Segona Guerra Mundial i, més tard, a les guerres de Corea i del Vietnam, en la qual tots els oficials metges foren instruïts en els principis i tècniques del Mètode Trueta amb la consegüent salvació de milers de vides humanes.
El 1940 forma part del Consell Nacional de Catalunya constituït a Londres, que agrupava nacionalistes exiliats que maldaven pel reconeixement dels drets dels catalans davant dels aliats. El 1941 escriu The Spirit of Catalonia, on dona a conèixer al món anglosaxó la contribució catalana al naixement i desenvolupament de la civilització occidental, que va ser traduït i editat després en català (primer a Mèxic i, quan es va poder, el 1977 també a Catalunya). Mantingué contactes d'amistat amb el violoncel·lista Pau Casals i Josep Maria Batista i Roca. Fruit d'aquesta amistat és la correspondència entre ell i Pau Casals que es van publicar l'any 2009 amb el títol Estimat doctor/Admirat mestre. L'any 1954, protagonitzà a Barcelona la primera activitat clandestina de la Societat Catalana de Biologia amb una conferència sobre poliomielitis a casa de Josep Puig i Cadafalch i dirigida per Leandre Cervera, president de la Societat en aquells moments. L'any 1960 presidí el Congrés de la Societat Internacional d'Ortopèdia i Traumatologia a Nova York.

## Retorn a Catalunya

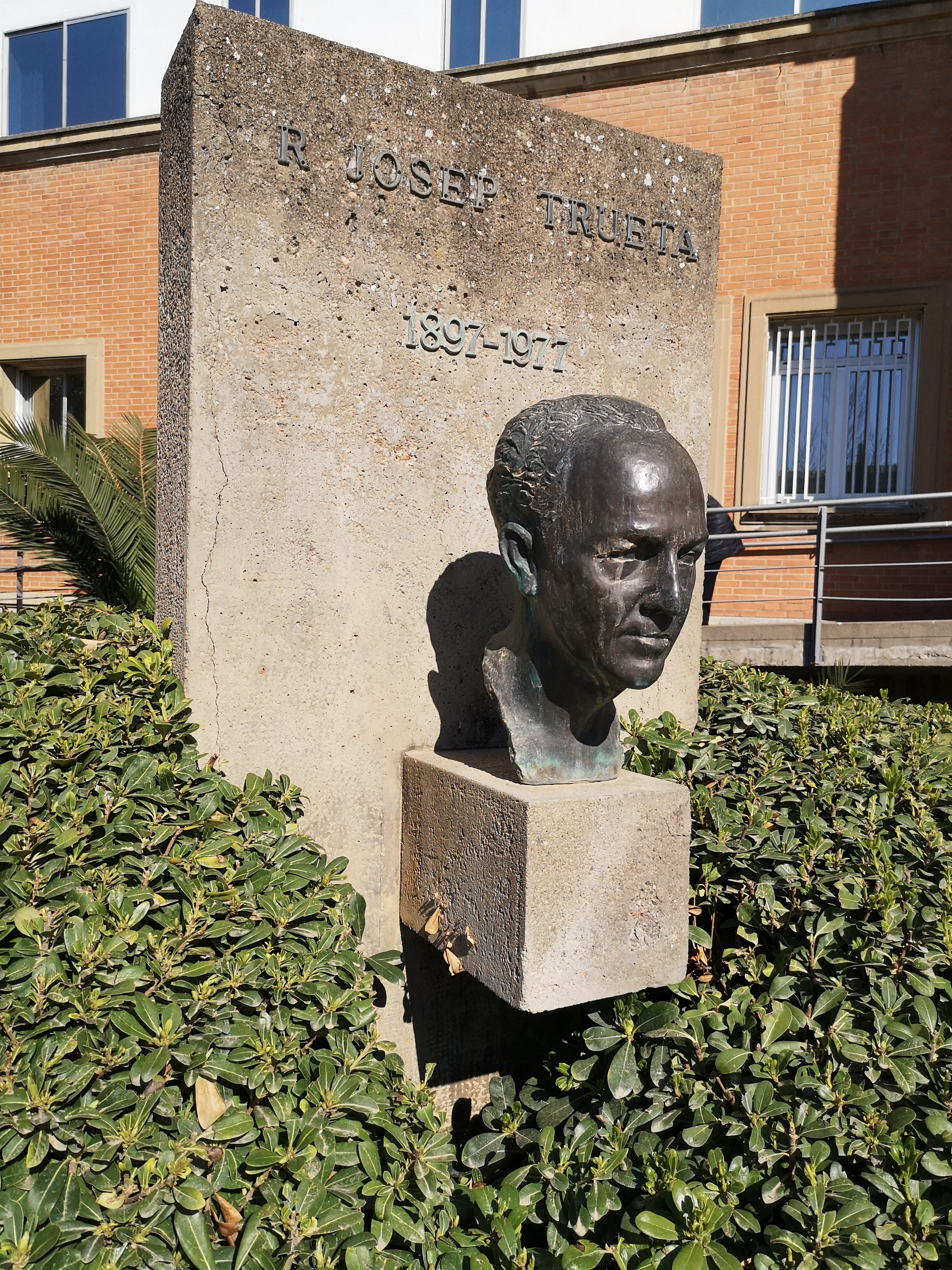
Bust del doctor Josep Trueta, davant de l'hospital de Girona que porta el seu nom.

Un cop jubilat de la càtedra d'Ortopèdia de la Universitat d'Oxford, on havia convertit la Wingfield Hospital en el Nuffield Orthopaedic Centre, un dels més prestigiosos centres de recerca òssia del món, el 1966 tornà  a Catalunya amb la seva dona, i residí a Barcelona i a Santa Cristina d'Aro. Continuà treballant particularment, sobretot en recerques sobre la gènesi de l'os. L'any 1969, se'l va reconèixer amb el premi Virgili de la Societat de Cirurgia de Barcelona, el 1970 se'l va fer Acadèmic d'Honor de la Reial Acadèmia de Medicina de Barcelona, i el novembre de 1976 va ser investit Doctor Honoris Causa de la Universitat Autònoma de Barcelona, de la Universitat de Buenos Aires, de la de Göteborg i va rebre el títol d'Honorary Fellow de la British Orthopaedic Association. Va ser president de la Societat Catalana de Biologia, societat filial de l'Institut d'Estudis Catalans de 1971 a 1973, i membre numerari de l'Institut d'Estudis Catalans (1972). Va morir a Barcelona el 19 de gener de 1977, any en què la Fundació Jaume I li atorgà el primer Premi d'Honor Jaume I, la Medalla d'Or de Barcelona (1976), la Gran Creu de Carles III i, pòstumament, la Medalla d'Or de Sant Jordi de la Diputació de Barcelona.
Porten el seu nom la Fundació Humanitària Dr. Josep Trueta i l'Hospital Universitari de Girona.

## Obra
- Tractament actual de les fractures de guerra[17]
- The Spirit of Catalonia (1946, Oxford University Press, traduït també al català (primer a Mèxic D.F., Institució de Cultura Catalana, 1950; i després a Barcelona, per exemple Editorial Selecta, 1978)[18] i al castellà (per exemple, Costa-Amic, México D.F., 1989)[19]
- Studies of the Renal Circulation (Oxford : Blackwell Scientific Publications, 1947) (escrit amb coautors). Traduït al castellà: Estudios sobre la circulación renal, 1949)
- An Atlas of Traumatic Surgery, Oxford, 1949
- Textbook of Ortopaedic Nursing, Edimburg, 1951, 1956 i 1959
- Tuberculosis of Bone and Joint, Oxford, 1952
- Tuberculosis osteoarticular, Barcelona 1956
- Handbook on Poliomyelitis, Oxford, 1956
- Aids to Orthopaedic Surgery and Fractures, Londres, 1956
- Manual de poliomielitis, Barcelona, 1958
- Osteocondrose da anca, Porto, 1956
- The Vascular Participation in the Formation of the Callus of Fractures, (en grec), Atenes, 1958.
- Fragments d'una vida. Memòries, Barcelona, Ed. 62, 1978, conté un índex de noms, un epíleg i una referència de les seves obres. Narra des dels orígens familiars fins a la darrera etapa del retorn a Catalunya.[20]

El fons del Dr. Trueta es conserva a la Biblioteca de Catalunya.